# Acorigone
Acorigone is een geslacht van spinnen uit de familie hangmatspinnen (Linyphiidae).

## Soorten
De volgende soorten zijn bij het geslacht ingedeeld:
- Acorigone acoreensis (Wunderlich, 1992)
- Acorigone zebraneus Wunderlich, 2008